# Terza Divisione FIDAF 2015
La Terza Divisione FIDAF 2015 è stata l'8ª edizione del campionato di football americano di Terza Divisione organizzato dalla FIDAF (29ª edizione del campionato di terzo livello, 13ª edizione a 9 giocatori). Vi hanno partecipato 35 squadre. Il campionato era diviso in otto gironi, formati da 4 o 5 team ciascuno.

## Squadre partecipanti
| Club                         | Città                          | Stadio            | Sponsor ufficiale | Risultato nella stagione 2014                           |
| ---------------------------- | ------------------------------ | ----------------- | ----------------- | ------------------------------------------------------- |
| 65ers Arona                  | Arona (NO)                     |                   |                   | 4º posto in regular season Terza Divisione (girone G)   |
| 82'ers Napoli                | Napoli                         |                   |                   | 4º posto in regular season Terza Divisione (girone B)   |
| Achei Crotone                | Crotone                        | Stadio Ezio Scida |                   | Wild Card                                               |
| Berserk Riolo Terme          | Riolo Terme (RA)               |                   |                   | 4º posto in regular season Terza Divisione (girone H)   |
| Blitz San Carlo              | San Carlo Canavese (TO)        |                   |                   | 5º posto in regular season Terza Divisione (girone F)   |
| Bucks Brindisi               | Brindisi                       |                   |                   | Esordio nel 2015                                        |
| Chiefs Ravenna               | Ravenna                        |                   |                   | Quarti di conference                                    |
| Crabs Pescara                | Pescara                        |                   |                   | Wild Card                                               |
| Etruschi Livorno             | Livorno                        |                   |                   | Quarti di conference                                    |
| Gladiatori Roma              | Roma                           |                   |                   | 3º posto in regular season Terza Divisione (girone C)   |
| Goblins Lanciano             | Lanciano (CH)                  |                   |                   | 3º posto in regular season Terza Divisione (girone D)   |
| Gorillas Varese              | Varese                         |                   |                   | Quarti di conference                                    |
| GTeam Gallarate              | Gallarate (VA)                 |                   |                   | 5º posto in regular season Terza Divisione (girone G)   |
| Hammers Monza Brianza        | Monza                          |                   |                   | 3º posto in regular season Terza Divisione (girone G)   |
| Highlanders Catanzaro        | Catanzaro                      |                   |                   | Quarti di conference                                    |
| Jokers Fano                  | Fano (PU)                      |                   |                   | Semifinali di conference                                |
| Knights Persiceto            | San Giovanni in Persiceto (BO) |                   |                   | Quarti di conference                                    |
| Mad Bulls Barletta           | Barletta                       |                   |                   | Quarti di conference                                    |
| Mastiffs Ivrea               | Ivrea (TO)                     |                   |                   | Wild Card                                               |
| Nuovi Grifoni Perugia        | Perugia                        |                   |                   | Esordio nel 2015                                        |
| Pirates Savona               | Savona                         |                   |                   | Semifinali di conference                                |
| Predatori Golfo del Tigullio | Chiavari (GE)                  |                   |                   | Wild Card                                               |
| Ravens Imola                 | Imola (BO)                     |                   |                   | Finali di conference                                    |
| Red Jackets Sarzana          | Sarzana (SP)                   |                   |                   | Vincitori                                               |
| Sentinels Isonzo             | Ronchi dei Legionari (GO)      |                   |                   | Wild Card                                               |
| Sharks Palermo               | Palermo                        |                   |                   | 3º posto in regular season Seconda Divisione (girone A) |
| Sirbons Cagliari             | Cagliari                       |                   |                   | Esordio nel 2015                                        |
| Steelers Terni               | Terni                          |                   |                   | Finalisti                                               |
| Team Puglia                  | Bari                           |                   |                   | Quarti di conference                                    |
| Thunders Trento              | Trento                         |                   |                   | 3º posto in regular season Terza Divisione (girone I)   |
| Trappers Cecina              | Cecina (LI)                    |                   |                   | 5º posto in regular season Terza Divisione (girone E)   |
| Veterans Grosseto            | Grosseto                       |                   |                   | Finali di conference                                    |
| Vipers Modena                | Modena                         |                   |                   | Esordio nel 2015                                        |
| White Tigers Massa           | Massa                          |                   |                   | 4º posto in regular season Terza Divisione (girone E)   |
| Wolverines Piacenza          | Piacenza                       |                   |                   | Semifinali di conference                                |

## Stagione regolare

### Classifica
La classifica della regular season è la seguente:
- PCT = percentuale di vittorie, G = partite giocate, V = partite vinte, P = partite perse, PF = punti fatti, PS = punti subiti
- La qualificazione ai playoff è indicata in verde (le prime due classificate di ogni girone e le 6 migliori terze)

#### Classifica Girone A
| Pos. | Squadra               | PCT   | G | V | P | PF  | PS  |
| ---- | --------------------- | ----- | - | - | - | --- | --- |
| 1    | Highlanders Catanzaro | 1.000 | 6 | 6 | 0 | 194 | 29  |
| 2    | Sharks Palermo        | .500  | 6 | 3 | 3 | 69  | 79  |
| 3    | Achei Crotone         | .500  | 6 | 3 | 3 | 94  | 110 |
| 4    | 82'ers Napoli         | .000  | 6 | 0 | 6 | 52  | 191 |

#### Classifica Girone B
| Pos. | Squadra            | PCT  | G | V | P | PF  | PS  |
| ---- | ------------------ | ---- | - | - | - | --- | --- |
| 1    | Team Puglia        | .833 | 6 | 5 | 1 | 153 | 27  |
| 2    | Mad Bulls Barletta | .833 | 6 | 5 | 1 | 149 | 24  |
| 3    | Bucks Brindisi     | .167 | 6 | 1 | 5 | 42  | 147 |
| 4    | Goblins Lanciano   | .167 | 6 | 1 | 5 | 34  | 180 |

#### Classifica Girone C
| Pos. | Squadra               | PCT   | G | V | P | PF  | PS  |
| ---- | --------------------- | ----- | - | - | - | --- | --- |
| 1    | Steelers Terni        | 1.000 | 6 | 6 | 0 | 251 | 33  |
| 2    | Gladiatori Roma       | .667  | 6 | 4 | 2 | 138 | 91  |
| 3    | Nuovi Grifoni Perugia | .333  | 6 | 2 | 4 | 85  | 173 |
| 4    | Crabs Pescara         | .000  | 6 | 0 | 6 | 24  | 201 |

#### Classifica Girone D
| Pos. | Squadra             | PCT  | G | V | P | PF  | PS  |
| ---- | ------------------- | ---- | - | - | - | --- | --- |
| 1    | Veterans Grosseto   | .833 | 6 | 5 | 1 | 257 | 88  |
| 2    | Red Jackets Sarzana | .833 | 6 | 5 | 1 | 220 | 76  |
| 3    | Etruschi Livorno    | .500 | 6 | 3 | 3 | 101 | 159 |
| 4    | White Tigers Massa  | .333 | 6 | 2 | 4 | 124 | 105 |
| 5    | Trappers Cecina     | .000 | 6 | 0 | 6 | 19  | 293 |

#### Classifica Girone E
| Pos. | Squadra             | PCT  | G | V | P | PF  | PS  |
| ---- | ------------------- | ---- | - | - | - | --- | --- |
| 1    | Thunders Trento     | .833 | 6 | 5 | 1 | 195 | 63  |
| 2    | Wolverines Piacenza | .833 | 6 | 5 | 1 | 150 | 67  |
| 3    | Knights Persiceto   | .500 | 6 | 3 | 3 | 149 | 46  |
| 4    | Vipers Modena       | .333 | 6 | 2 | 4 | 106 | 155 |
| 5    | Ravens Imola        | .000 | 6 | 0 | 6 | 26  | 295 |

#### Classifica Girone F
| Pos. | Squadra                      | PCT  | G | V | P | PF  | PS  |
| ---- | ---------------------------- | ---- | - | - | - | --- | --- |
| 1    | Predatori Golfo del Tigullio | .833 | 6 | 5 | 1 | 184 | 66  |
| 2    | Pirates Savona               | .667 | 6 | 4 | 2 | 171 | 78  |
| 3    | Hammers Monza Brianza        | .500 | 6 | 3 | 3 | 63  | 102 |
| 4    | Mastiffs Ivrea               | .333 | 6 | 2 | 4 | 59  | 125 |
| 5    | Blitz San Carlo              | .167 | 6 | 1 | 5 | 48  | 154 |

#### Classifica Girone G
| Pos. | Squadra          | PCT   | G | V | P | PF  | PS  |
| ---- | ---------------- | ----- | - | - | - | --- | --- |
| 1    | Gorillas Varese  | 1.000 | 6 | 6 | 0 | 184 | 0   |
| 2    | Sirbons Cagliari | .667  | 6 | 4 | 2 | 47  | 81  |
| 3    | 65ers Arona      | .333  | 6 | 2 | 4 | 74  | 85  |
| 4    | GTeam Gallarate  | .000  | 6 | 0 | 6 | 3   | 142 |

#### Classifica Girone H
| Pos. | Squadra             | PCT   | G | V | P | PF  | PS  |
| ---- | ------------------- | ----- | - | - | - | --- | --- |
| 1    | Chiefs Ravenna      | 1.000 | 6 | 6 | 0 | 300 | 43  |
| 2    | Sentinels Isonzo    | .667  | 6 | 4 | 2 | 186 | 110 |
| 3    | Jokers Fano         | .333  | 6 | 2 | 4 | 58  | 183 |
| 4    | Berserk Riolo Terme | .000  | 6 | 0 | 6 | 43  | 251 |

## Playoff

### Tabellone
|  | Wild Card             | Wild Card           |    |                       | Quarti di conference         | Quarti di conference |                       |                       | Semifinali di conference | Semifinali di conference |                |    | Finali di conference | Finali di conference |  |  | XVI Nine Bowl | XVI Nine Bowl |  |  |  |  |  |
|  |                       |                     |    |                       |                              |                      |                       |                       |                          |                          |                |    |                      |                      |  |  |               |               |  |  |  |  |  |
|  | Sentinels Isonzo      | 14                  |    |                       | Chiefs Ravenna               | 50                   |                       |                       |                          |                          |                |    |                      |                      |  |  |               |               |  |  |  |  |  |
|  | Hammers Monza Brianza | 0                   |    |                       | Sentinels Isonzo             | 10                   |                       |                       |                          |                          |                |    |                      |                      |  |  |               |               |  |  |  |  |  |
|  | Hammers Monza Brianza | 0                   |    | Chiefs Ravenna        | Sentinels Isonzo             | 10                   | 59                    |                       |                          |                          |                |    |                      |                      |  |  |               |               |  |  |  |  |  |
|  |                       |                     |    |                       |                              |                      | 59                    |                       |                          |                          |                |    |                      |                      |  |  |               |               |  |  |  |  |  |
|  |                       | Red Jackets Sarzana | 58 |                       |                              |                      |                       |                       |                          |                          |                |    |                      |                      |  |  |               |               |  |  |  |  |  |
|  | Red Jackets Sarzana   | Red Jackets Sarzana | 58 | 48                    | Predatori Golfo del Tigullio | 26                   |                       |                       |                          |                          |                |    |                      |                      |  |  |               |               |  |  |  |  |  |
|  | Red Jackets Sarzana   |                     |    | 48                    | Predatori Golfo del Tigullio | 26                   |                       |                       |                          |                          |                |    |                      |                      |  |  |               |               |  |  |  |  |  |
|  | 65ers Arona           | 6                   |    |                       | Red Jackets Sarzana          | 48                   |                       |                       |                          |                          |                |    |                      |                      |  |  |               |               |  |  |  |  |  |
|  | 65ers Arona           | 6                   |    |                       |                              | 48                   |                       | Chiefs Ravenna        | 56                       |                          |                |    |                      |                      |  |  |               |               |  |  |  |  |  |
|  |                       |                     |    |                       |                              |                      |                       |                       |                          |                          |                |    |                      |                      |  |  |               |               |  |  |  |  |  |
|  |                       | Thunders Trento     | 48 |                       |                              |                      |                       |                       |                          |                          |                |    |                      |                      |  |  |               |               |  |  |  |  |  |
|  | Pirates Savona        | Thunders Trento     | 48 | 0                     |                              |                      | Gorillas Varese       | 6                     |                          |                          |                |    |                      |                      |  |  |               |               |  |  |  |  |  |
|  | Pirates Savona        |                     |    | 0                     |                              |                      | Gorillas Varese       | 6                     |                          |                          |                |    |                      |                      |  |  |               |               |  |  |  |  |  |
|  | Knights Persiceto     | 14                  |    |                       | Knights Persiceto            | 9 ot                 |                       |                       |                          |                          |                |    |                      |                      |  |  |               |               |  |  |  |  |  |
|  | Knights Persiceto     | 14                  |    | Knights Persiceto     | Knights Persiceto            | 9 ot                 | 6                     |                       |                          |                          |                |    |                      |                      |  |  |               |               |  |  |  |  |  |
|  |                       |                     |    |                       |                              |                      | 6                     |                       |                          |                          |                |    |                      |                      |  |  |               |               |  |  |  |  |  |
|  |                       | Thunders Trento     | 14 |                       |                              |                      |                       |                       |                          |                          |                |    |                      |                      |  |  |               |               |  |  |  |  |  |
|  | Thunders Trento       | Thunders Trento     | 14 | 48                    | Wolverines Piacenza          | 14                   |                       |                       |                          |                          |                |    |                      |                      |  |  |               |               |  |  |  |  |  |
|  | Thunders Trento       |                     |    | 48                    | Wolverines Piacenza          | 14                   |                       |                       |                          |                          |                |    |                      |                      |  |  |               |               |  |  |  |  |  |
|  | Jokers Fano           | 18                  |    |                       | Thunders Trento              | 16                   |                       |                       |                          |                          |                |    |                      |                      |  |  |               |               |  |  |  |  |  |
|  | Jokers Fano           | 18                  |    |                       |                              |                      |                       |                       |                          |                          | Chiefs Ravenna | 45 |                      |                      |  |  |               |               |  |  |  |  |  |
|  |                       |                     |    |                       |                              |                      |                       |                       |                          |                          |                |    |                      |                      |  |  |               |               |  |  |  |  |  |
|  |                       | Veterans Grosseto   | 35 |                       |                              |                      |                       |                       |                          |                          |                |    |                      |                      |  |  |               |               |  |  |  |  |  |
|  | Achei Crotone         | Veterans Grosseto   | 35 | 8                     |                              |                      | Highlanders Catanzaro | 32                    |                          |                          |                |    |                      |                      |  |  |               |               |  |  |  |  |  |
|  | Achei Crotone         |                     |    | 8                     |                              |                      | Highlanders Catanzaro | 32                    |                          |                          |                |    |                      |                      |  |  |               |               |  |  |  |  |  |
|  | Etruschi Livorno      | 33                  |    |                       | Etruschi Livorno             | 13                   |                       |                       |                          |                          |                |    |                      |                      |  |  |               |               |  |  |  |  |  |
|  | Etruschi Livorno      | 33                  |    | Highlanders Catanzaro | Etruschi Livorno             | 13                   | 39                    |                       |                          |                          |                |    |                      |                      |  |  |               |               |  |  |  |  |  |
|  |                       |                     |    |                       |                              |                      | 39                    |                       |                          |                          |                |    |                      |                      |  |  |               |               |  |  |  |  |  |
|  |                       | Team Puglia         | 0  |                       |                              |                      |                       |                       |                          |                          |                |    |                      |                      |  |  |               |               |  |  |  |  |  |
|  | Mad Bulls Barletta    | Team Puglia         | 0  | 30                    | Team Puglia                  | 30                   |                       |                       |                          |                          |                |    |                      |                      |  |  |               |               |  |  |  |  |  |
|  | Mad Bulls Barletta    |                     |    | 30                    | Team Puglia                  | 30                   |                       |                       |                          |                          |                |    |                      |                      |  |  |               |               |  |  |  |  |  |
|  | Bucks Brindisi        | 6                   |    |                       | Mad Bulls Barletta           | 0                    |                       |                       |                          |                          |                |    |                      |                      |  |  |               |               |  |  |  |  |  |
|  | Bucks Brindisi        | 6                   |    |                       |                              | 0                    |                       | Highlanders Catanzaro | 12                       |                          |                |    |                      |                      |  |  |               |               |  |  |  |  |  |
|  |                       |                     |    |                       |                              |                      |                       |                       |                          |                          |                |    |                      |                      |  |  |               |               |  |  |  |  |  |
|  |                       | Veterans Grosseto   | 13 |                       |                              |                      |                       |                       |                          |                          |                |    |                      |                      |  |  |               |               |  |  |  |  |  |
|  | Sirbons Cagliari      | Veterans Grosseto   | 13 | 10                    |                              |                      | Steelers Terni        | 36                    |                          |                          |                |    |                      |                      |  |  |               |               |  |  |  |  |  |
|  | Sirbons Cagliari      |                     |    | 10                    |                              |                      | Steelers Terni        | 36                    |                          |                          |                |    |                      |                      |  |  |               |               |  |  |  |  |  |
|  | Sharks Palermo        | 31                  |    |                       | Sharks Palermo               | 13                   |                       |                       |                          |                          |                |    |                      |                      |  |  |               |               |  |  |  |  |  |
|  | Sharks Palermo        | 31                  |    | Steelers Terni        | Sharks Palermo               | 13                   | 21                    |                       |                          |                          |                |    |                      |                      |  |  |               |               |  |  |  |  |  |
|  |                       |                     |    |                       |                              |                      | 21                    |                       |                          |                          |                |    |                      |                      |  |  |               |               |  |  |  |  |  |
|  |                       | Veterans Grosseto   | 35 |                       |                              |                      |                       |                       |                          |                          |                |    |                      |                      |  |  |               |               |  |  |  |  |  |
|  | Gladiatori Roma       | Veterans Grosseto   | 35 | 14                    | Veterans Grosseto            | 48                   |                       |                       |                          |                          |                |    |                      |                      |  |  |               |               |  |  |  |  |  |
|  | Gladiatori Roma       |                     |    | 14                    | Veterans Grosseto            | 48                   |                       |                       |                          |                          |                |    |                      |                      |  |  |               |               |  |  |  |  |  |
|  | Nuovi Grifoni Perugia | 8                   |    |                       | Gladiatori Roma              | 14                   |                       |                       |                          |                          |                |    |                      |                      |  |  |               |               |  |  |  |  |  |

## XVI NineBowl
Il XVI Ninebowl si è disputato il 3 luglio 2015 al Velodromo Maspes-Vigorelli di Milano. L'incontro è stato vinto dagli Chiefs Ravenna sui Veterans Grosseto con il risultato di 45 a 35.

## Verdetti
- Chiefs Ravenna Vincitori del Nine Bowl 2015